# Jurij II. Britanski
Jurij II. ali tudi George II. (George Augustus, 10. november 1683 – 25. oktober 1760) je bil britanski kralj. Rodil se je v Nemčiji. Bil je zadnji britanski monarh, rojen zunaj Velike Britanije. Nova britanska zakonodaja v začetku 18. stoletja je dovoljevala, da so britanski prestol podedovali le očetova mati, Sofija Hannoverska in njeni protestantski otroci. Po smrti Georgeove babice in kraljice Ane Velike Britanije leta 1714 je Georgeov oče postal kralj Velike Britanije kot George I.
Leta 1727 je po očetovi smrti postal kralj Velike Britanije in kralj Irske. Bil je tudi volilni knez Hannovra. Njegov sin Frederick, valižanski princ, je umrl pred njim, zato je Frederickov sin postal kralj Jurij III..
George II je umrl zaradi srčnih težav na stranišču 25. oktobra 1760. Njegovo truplo je bilo pokopano 11. novembra v Westminstrski opatiji poleg njegove žene Caroline Ansbachske.